# Плач Єремії

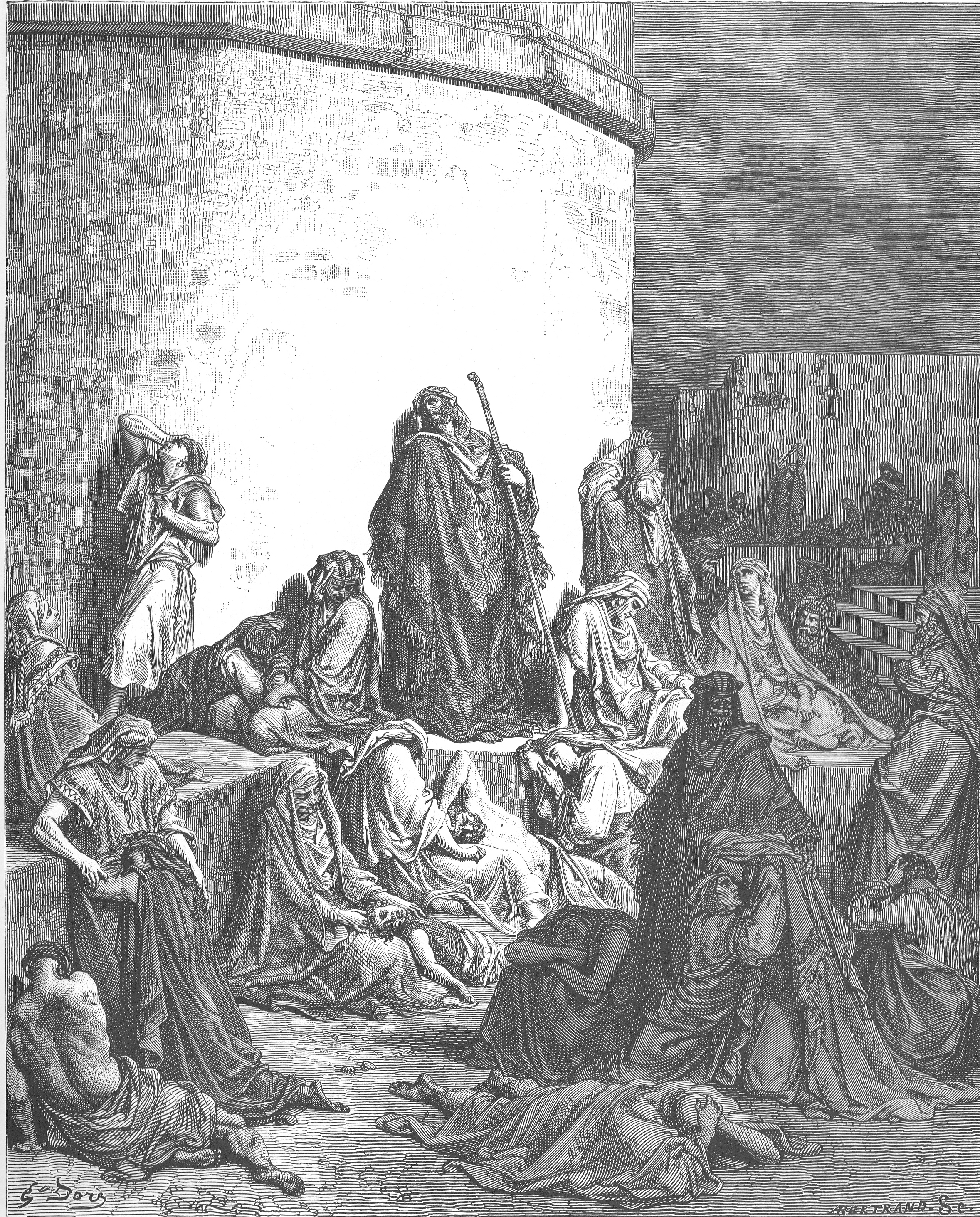
Плач через втрату Єрусалима. Гравюра Гюстава Доре

Плач Єремії — книга Старого заповіту та Танаху.
Під час вавилонської неволі євреї, що залишилися в Палестині, у визначені дні збиралися на руїнах Єрусалимського храму і відправляли покаянні богослужіння. Від тих літургійних обрядів залишилося п'ять пісень, названих Плачем. Вони відображають масштаб поразки, якої зазнав вибраний народ через втрату Єрусалима і зруйнування храму. Приписування цих Книг пророку Єремії, хоч і базується на згадці в Септуаґінті та виразній вказці у Вульґаті, не видається слушним. Отже автор залишається невідомим. Найімовірніше їх було декілька.
Староєврейською мовою книга названа по першому слову Ейха! («Як!»). Перекладачі грецької Септуагінти назвали книгу Трені (Threni), або «Плачі» — лат. Lamentationes (Вульгата), «Плачевні пісні». Вавилонський Талмуд використовує вираз Кінот, тобто «Плачі», «Елегії». Святий Ієронім, перекладаючи Біблію на латинь, найменував цю книгу також Lamentationes, що стало підставою для назви книги в багатьох європейських мовах.
У перекладах Біблії Плач Єремії поміщений після книги Єремії, проте в єврейському каноні він зазвичай знаходиться в розділі агіографії, або Писань, який також охоплює книги Пісні пісень, Рут, Проповідника і Естер — п'ять сувоїв, зібраних під загальною назвою Меґіллот (Сувої). У деяких сучасних виданнях Єврейських Писань, Плач Єремії розміщується між книгою Рут або Естер та книгою Проповідника, проте в стародавніх рукописах він стояв після книги Єремії.

## Зміст Книги
Плач Єремії складається із п'ятьох жалібних пісень про зруйнування Єрусалима, що його вчинив у 587 р до н. е. вавилонський цар Навуходоносор, про кінець юдейської держави, про страждання народу під час облоги міста. Плач є втіленням непохитної віри і надії на Бога. Автор свідомий того, що всі навіть найтяжчі випробування, які спіткали Ізраїль, є справою доброго і всемогутнього Бога. Саме це дозволяє зберегти йому рівновагу духу й вірити в те, що Ізраїль подолає всі труднощі, якщо захоче повернутися до Бога і дійсно повернеться. Тому кульмінаційним богословським моментом книги є її кінцевий заклик: «Наверни нас Господи, до себе, і ми повернемось: обнови наші дні, як було колись» (Плач 5:21). Не багато текстів Старого заповіту з такою силою наголошують на першорядній ролі Бога у наверненні народу та окремої особи. У апостола Павла і католицькому богослов'ї це називається благодаттю.
Ця Книга, одна з найкоротших у всій Біблії, що її з давніх-давен Церква використовує у богослужіннях у Страсного тижня, не перестає бути актуальною, тому що кожен із нас — подібно Єрусалиму — свідчить у своєму житті, «яке це лихо, яка гірка річ, що покинув ти Господа, Бога твого» (Єр. 2:19) і «як добре і солодко до нього повернутися».

## Розділи Книги
- Горе Єрусалиму
- Зруйнування Єрусалиму
- Скарга; надія; втіха
- Трагедія Єрусалиму під кінець облоги
- Звернення до Господа